# Расколи у јудаизму
Расколи међу Јеврејима су и културни и верски. Догодили су се као резултат историјске несреће, географије и теологије.

## Самарићани
Самарићани су етнорелигијска група на Леванту пореклом од Израелаца (или Хебреја) са подручја древног Блиског истока.
Некада су Самарићани тврдили да потичу од Јефремовог и Манасијиног племена (два Јосифова сина), као и од Левита, који су имали везе са древном Самаријом из периода њиховог уласка у Ханан, док неки ортодоксни Јевреји сугеришу да је то било од почетка вавилонског ропства до самарићанске власти под вођством Баба Рабе (најчувенијег самарићанског првосвештеника). Према традицији Самарићана, раздор између њих и Јужних Израелаца под вођством Јудеје започео је током времена првосвештеника Илије када су се Јужни Израелци одвојили од централне израелске традиције, како је они доживљавају.
Они себе сматрају за Б'неи Јизраел („деца Израела”), термин који јеврејске деноминације уопштено користе за јеврејски народ у целини, али себе не зову Јехудим. Реч Јехудим потиче од хебрејске речи Јехуди што значи из племена Јудиног.

## Период Првог храма
Библијска приповест описује раздвајање Краљевине Израел од Краљевине Јудеје. Она указује на Соломонову неверност божанском савезу као разлог раскола. Када је Ровоам, Соломонов син, постао краљ, народ је затражио пореску реформу. Ровоам је то одбио и то је проузроковало шизму. Испрва је Ровоам размишљао о војном решењу, али пророк Семеј му је рекао да се не бори јер је Бог изазвао раскол. Јеровоам, вођа порезне побуне, постао је вођа Израелског краљевства.
Након уништења и прогонства Краљевине Израел од стране Асирије, нејахвистичка пракса се наставила. Приповести Јеремије и других ово су протумачили као узрок неуспеха, разарања и изгнанства Јудејског краљевства од стране Вавилоније. Набукодоносор је имао додатне разлоге за преузимање Јуде и претварање њених становника у прогнанике, укључујући изазивање великог ривала Египта.

## Период Другог храма
Сукоби између фарисеја и садукеја одвијали су се у контексту много ширих и дуготрајних социјалних и верских сукоба међу Јеврејима, погоршаних римском окупацијом. Други сукоб био је културни, између оних који су фаворизовали хеленизацију (садукеји) и оних који су јој се опирали (фарисеји). Трећа је била правно-религиозна, између оних који су истицали важност Другог храма са његовим обредима и службама, и оних који су истицали важност осталих закона Мојсијевих. Четврта тачка сукоба, посебно верска, подразумевала је различита тумачења Торе и како је применити на тренутни јеврејски живот, при чему су садукеји признавали само Писану Тору (са грчком филозофијом) и одбацивали доктрине као што су Усмена Тора, Пророци, Списи и васкрсење мртвих.
Према Јосифу, садукеји су се разликовали од фарисеја по бројним доктринарним основама, нарочито одбацујући идеје о животу након смрти. Изгледа да су доминирали аристократијом и храмом, али њихов утицај на ширу јеврејску популацију био је ограничен.
Есени су проповедали повучени начин живота. Зилоти су заговарали оружану побуну против било које стране силе као што је Рим. Сви су се међусобно сукобљавали, што је довело до забуне и нејединства које се завршило разарањем Другог храма и пљачкањем Јерусалима од стране Рима.

## Раздвајање раног хришћанства и јудаизма
Први хришћани (које историчари називају јеврејским хришћанима или јудеохришћанима) били су изворни јеврејски следбеници Исуса, галилејског проповедника и, према ранохришћанском веровању, васкрслог месије. После његовог распећа од стране Римљана, његови следбеници су се поделили око питања да ли треба да наставе да поштују јеврејски закон. Ово питање је било тема јерусалимског сабора. Они који су тврдили да је закон укинут (било делимично или у потпуности, било од Исуса или Павла или од римског уништавања Храма) одвојили су се да би постали хришћани.
Одбацивање Мојсијевог закона од стране Исусових ученика и њихова вера у његово божанство, заједно са развојем Новог завета, осигурали су да ће хришћанство и јудаизам постати различите и често сукобљене религије. Нови завет приказује садукеје и фарисеје као Исусове противнике (види „Тешко вама лицемери”), док јеврејска перспектива фарисеје сматра оправданим претходницима рабина који су подржавали Тору, укључујући и усмени закон, који хришћани називају закони Мојсејеви или Петокњижје или „Стари завет” за разлику од „Новог завета”.

## Караитски јудаизам
Караитски јудаизам је јеврејска конфесија коју карактерише ослањање на Танах као једини извор обавезујућег јеврејског закона. Караити су одбацили рабинско начело да је усмена Тора (усмени закон) пренета Мојсију на Синајској гори заједно са писаним списима. Сходно томе, они су одбацили централна дела рабинског јудаизма која су тврдила да овај писани закон, укључујући Мидраш и Талмуд, објашњавају и тумаче као меродавна у питањима јеврејског закона. Караити су имали велики број следбеника између 9. и 12. века (тврде да је им је некада припадало око 10% Јевреја), али је током векова њихов број драстично опадао. Данас су мала група, која углавном живи у Израелу. Процене броја израелских Караита крећу се од само 10.000 до чак 50.000.
Постоје различита гледишта о историјском пореклу караитског јудаизма. Већина учењака и неки Караити сматрају да га је барем делимично основао Анан бен Давид, док други Караити верују да они уопште нису историјски ученици Анана бен Давида и истичу да су многи њихови каснији мудраци (попут Јакова Ал-Киркисанија) тврдили је да је већина Ананових учења „изведена из Рабаните Лоре”.
Држава Израел је, заједно са својим главним рабинатом, пресудила да су Караити Јевреји, и док постоје критичне разлике између ортодоксног јудаизма и караитског јудаизма, амерички ортодоксни рабини су пресудили да је караизам много ближи ортодоксији него конзервативни и реформски покрети, што може олакшати питања формалне конверзије.

## Шабатејци и франкисти
Шабатај Цви се 1648. године изјаснио као дуго очекивани јеврејски Месија док је живео у Османском царству. Огроман број Јевреја, познатих као шабатејци, веровао му је; али када је под претњом смртном казном пред турским султаном Мехмедом IV постао отпадник од јудаизма постајући муслиман, његов покрет се срушио. Па ипак, вековима су мале групе Јевреја веровале у њега, а рабини су увек били на опрезу против било каквих манифестација овог раскола, увек сумњичави према скривеном „шебселаху” (израз на јидишу за „мале шабате”, односно игра речи за „млада глупа овца”). Заправо, када је покрет хасидизма почео да привлачи много следбеника, рабини су поново били сумњичави да је ово шабетијанство у различитим одеждама. Требало је проћи много векова да се реше те сложене поделе и расколи.
После његове мистериозне смрти негде на подручју турске Албаније, групе Јевреја наставиле су да буду тајни следбеници Шабатаја Цвија, иако су споља прешли на ислам, а ти Јевреји су познати као Донме. Јеврејски преобраћеници у ислам понекад су према њима били сумњичави.
Неколико деценија након Шабатајеве смрти, човек по имену Јакоб Франк који је тврдио да има мистичне моћи проповедао да је наследник Шабатаја Цвија. Привукао је следбенике, проповедао против Талмуда, заговарао облик раскалашног обожавања и био је осуђен од рабина. Када се суочио са пољским властима, прешао је на католицизам 1759. године у присуству пољског краља Августа III, заједно са групама његових јеврејских следбеника, познатих као „франкисти”. На узбуну његових противника, примили су га владајући европски монарси који су једва чекали да њихови јеврејски поданици напусте јудаизам и отпадну од њега. Франкисти су се на крају придружили пољском племству и господском сталежу.

## Хасиди и митнагдими
Израел бен Елиезер (1698—1760), познат и као Бал Шем Тов („Господар доброг имена”), променио је већи део јеврејске историје у источној Европи у оно што је данас познато као хареди јудаизам. Његова учења су се темељила на ранијим излагањима рабина Исака Лурије (1534—1572) који је већи део својих кабалистичких учења заснивао на Зохару. Бал Шем Тов је дошао након што су се Јевреји Источне Европе колективно опорављали од лажних месија Шабатаја Цвија (1626—1676) и посебно Јакова Франка (1726—1791).
Бал Шем Тов је био сведок Франковог јавног отпадништва (шмад на хебрејском) да би постао хришћанин, што је подсећало на раније Цвијево отпадништво од ислама. Бал Шем Тов је зато био одлучан да подстакне своје утицајне ученике (талмидиме) да покрену духовну револуцију у јеврејском животу како би оживио везе јеврејских маса са јудаизмом Торе и снажно их мотивисао да се вежу за радосно поштовање заповести, богослужење, проучавање Торе и искрено веровање у Бога, како би примамљивање хришћанства и ислама и привлачност секуларног просветитељства у порасту јеврејским масама били ослабљени и заустављени. У великој мери успео је у источној Европи.
Већ током његовог живота, и узимајући замах након његове смрти, ученици Бал Шем Това раширили су се да подучавају његова мистична веровања широм Источне Европе. Тако је рођен хасидски јудаизам (хасидизам). Неки од главних покрета били су у:
- Русији која је забележила успон покрета Хабад (Хабад Љубавич);
- Пољска која је имала Герске хасиде (гурске хасиде) из града Гер;
- Галиција је имала Бобовске хасиде из града Бобова;
- Мађарска је имала Сатмар хасиде из Сату Мареа (данас у Румунији);
- а Украјина је имала Бресловере и многе друге који су брзо расли, стекавши милионе присталица, све док није постала доминантна деноминација јудаизма.

Тек када је овај нови верски покрет стигао до Литваније, наишао је на први крути отпор од стране литванских Јевреја (Литвака). Рабин Елијах бен Шломо Залман (око 1720—1797), познат као Гаон из Виљнуса или Вилна Гаон („Геније Виљнуса”), и они који су следили његову класичну строгу талмудску и халахичку схоластику, пружили су најжешћи отпор хасидима („праведницима”). Названи су митнагдим, што значи „[они који су] супротстављени [хасидима]”.
Вилна Гаон, који је и сам био уроњен и у талмудску и у кабалистичку мудрост, анализирао је теолошку подлогу овог новог „хасидизма” и, према његовом мишљењу, закључио да је он дубоко мањкав јер има елементе онога што се грубо може назвати панентеизмом и можда чак и отворени пантеизам, опасне тежње за довођењем јеврејског Месије који би се лако могли извртати у непредвидивим правцима за Јеврејство, као што се претходно догодило са Цвијевим и Франковим катастрофама за „препород”, и низ сложених одбацивања њихове верске идеологије. Ставове Вилна Гаона формулисао је касније његов главни ученик рабин Хаим Воложин (1741—1821) у свом делу Нефеш ХаХаим. Нови хасидски лидери су се супротставили сопственим верским контрааргументима, од којих се неки могу наћи у радовима хабадског рабина Шнеура Залмана.
Мали део поделе између хасида и митнагдима је остао у модерном хареди свету. У данашњем Израелу хасиди подржавају странку Агудат Исраел у Кнесету (израелски парламент), а нехасидски митнагдими подржавају странку Дегел ХаТора, коју предводи рабин Аарон Јехуда Лејб Штејнман. Агудат Израел и Дегел Тора створили су политички савез. Такође постоји још једна велика заједница која следи рабинска учења Едах харедиса (ултраортодоксни јудаизам). То укључује заједнице Сатмар хасиде и перушиме, које не подржавају ниједну групу која учествује у израелској влади или државним активностима, укључујући изборе.

## Ортодоксни против реформског јудаизма
Од времена Француске револуције 1789. и раста либерализма, додатог политичким и личним слободама које је Наполеон доделио Јеврејима Европе, многи Јевреји су одлучили да напусте изолујућа гета и уђу у опште друштво. То је утицало на унутрашње сукобе око религије, културе и политике Јевреја до данас.
Неки Јевреји у западној Европи и многи Јевреји у Америци придружили су се новом религиозно либералном покрету под називом реформски јудаизам, који је инспирацију црпио из дела модернистичких мислилаца попут Мозеса Менделсона. Измислили су назив „ортодоксни” да би описали оне који су се противили „реформи”. Критиковали су их ортодоксни рабини, попут Самсона Рафаела Хирша у Немачкој, и осуђивали, посебно они који су данас познати као следбеници хареди јудаизма, са седиштем углавном у источној Европи. (Касније, 1880-их у Америци, конзервативни јудаизам се одвојио од Реформског покрета.)
Тако је створен и културни раскол између западноевропских Јевреја који говоре западни енглески и француски језик и њихове религиозније источноевропске браће који говоре јидиш, а које су оцрњивачко назвали Ost Yidden („источни Јевреји”). Ови расколи и расправе око њих настављају се са великом жестином у свим јеврејским заједницама до данас, док се реформистички и ортодоксни покрети и даље сукобљавају око широког спектра верских, социјалних, политичких и етничких питања. (Данас су највеће јеврејске заједнице у Израелу и у Сједињеним Државама, а географско раздвајање резултирало је културним разликама, попут тенденције да се у Израелу идентификују као хилони и хареди, за разлику од, рецимо, реформиста и ортодоксних у Сједињеним државама.)